# Lipotriches crassula
Lipotriches crassula är en biart som först beskrevs av Joseph Vachal 1903.  Lipotriches crassula ingår i släktet Lipotriches och familjen vägbin. Inga underarter finns listade i Catalogue of Life.